# Шинкарук, Сергей Владиславович
Серге́й Владисла́вович Шинкару́к (род. 28 июня 1963, Ужгород) — украинский сценарист, писатель. Автор команды КВН «Три толстяка» (Хмельницкий). Дважды чемпион открытой украинской лиги АМиК на телеканале «1+1» — 1999 и 2002 гг. Редактор «КВН-газеты» (Украина) — 1996—2004 г. Член «Клуба Голохвастова» (газета «Киевские ведомости») с 2000 года. Лауреат премии «Телетриумф» в номинации сценарист (сценарная группа) телевизионной программы — программа «Вечерний квартал» (2012, 2013, 2015, 2016).

## Биография
Окончил мехмат Одесского государственного университета им. Мечникова (1981—1986).
Был одним из создателей Хмельницкой городской организации Народного Руха Украины в 1989 году.  Депутат городского совета 1990-1994 г. 
С 2006 года работает сценаристом в студии «Квартал-95“».
Принимал участие в написании проектов: «Вечерний квартал», «Киев Вечерний», «Воскресенье с Кварталом», «Україно, вставай!», «Пороблено в Украине», «Танцы со звездами», «Бойцовский клуб», «23 февраля в большом городе», «8 марта в большом городе», политическом мультсериале «Сказочная Русь», сериале «Недотуркані» (редактор) и др. Печатался в изданиях: «Радуга», «Фонтан», «Полдень. XXI век», «Порог-АК», «Вокруг смеха», «Киевские ведомости», «Газета по-киевски», «Наша Канада», «Зарубежные задворки» и других изданиях.
Победитель конкурса «Белая скрижаль» в номинации «Чувство юмора» — повесть «Вся президентская стая» (2011).
Лауреат литературной премии журнала «Радуга» — повесть «Смерть шута», 2014 год.
Дипломат премии им. Максимилиана Кириенко-Волошина (2019). Книга «Самое простое дело»
Победитель международного фестиваля комедийного искусства «ГаШоТю»-2020" в номинации «Лучший юмористический рассказ» — рассказ "Восстание машин N2.
Автор книг «Супершоу», «Смерть шута», «Девять с половиной дней», «Основной инстинкт», «Кавээнщики», "Похищение «Гетьмана», «Чому я не стану президентом», «Самое простое дело», «Вторая попытка», «Термінове відрядження».

## Публикации
Миллион алых роз Архивная копия от 13 декабря 2013 на Wayback Machine
- Письмо российским родственникам Архивная копия от 18 августа 2016 на Wayback Machine
- Таксист Архивная копия от 18 августа 2016 на Wayback Machine
- Коля Месси Архивная копия от 17 августа 2016 на Wayback Machine
- Благодарность Архивная копия от 17 августа 2016 на Wayback Machine
- Оптимист Архивная копия от 17 августа 2016 на Wayback Machine
- Почему я не пишу ужастики Архивная копия от 18 августа 2016 на Wayback Machine

- Из невыдуманного Архивная копия от 25 января 2021 на Wayback Machine